# Emise protonu
Emise protonu je vzácný typ radioaktivní přeměny, při němž je z jádra vyzářen proton. Objevuje se u jader ve vyšších excitovaných stavech, kde bývá následován beta přeměnou a také u jader v základním stavu (nebo nižších excitovaných stavech) s velmi velkým přebytkem protonů, v tomto případě je proces velmi podobný alfa rozpadu. Aby proton mohl opustit jádro, jeho separační energie musí být záporná - takový proton není vázán a tunelový jev jej dostane ven v konečném čase. Emise protonu se nevyskytuje u přirozených radionuklidů, pouze u umělých, ty lze připravit jadernými reakcemi (obvykle za použití lineárních urychlovačů).
Přestože emise protonu (nenásledovaná beta přeměnou) byla pozorována u kobaltu-53 již v roce 1969, další takové přeměny byly pozorovány až roku 1981, kdy byly v Ústavu pro výzkum těžkých iontů v Darmstadtu objeveny u lutecia-151 a thulia-147.
Dalším výzkumem bylo objeveno více než 25 nuklidů vykazujících emisi protonu.
Roku 2002 byla u železa-45 pozorována přeměna současnou emisí dvou protonů a v roce 2005 byl tento jev zjištěn také u zinku-54.